# Jaskinia Niska (Zakrzówek)
Jaskinia Niska – jaskinia w Dzielnicy VIII Dębniki w Krakowie. Znajduje się na południowo-zachodnim obrzeżu wzniesienia Krzemionek Zakrzowskich, w niewielkiej odległości od betonowego ogrodzenia jednostki wojskowej. Pomiędzy ogrodzeniem tym a otworem jaskini biegnie ścieżka. Jaskinia znajduje się w odległości około 150 m od bramy jednostki.

## Opis jaskini
Jest trudna do zwiedzania ze względu na ciasne korytarze i zaciski. Ciasny otwór wejściowy znajduje się u podstawy długiego muru skalnego. Za otworem jest krótki i stromy korytarzyk i salka o długości 7 m i szerokości 3,5 m. Odchodzą z niej dwa korytarzyki. Korytarz biegnący na wprost otworu wejściowego za 2,5-metrowym przełazem jest krótki. Znacznie dłuższy jest korytarz zaczynający się po prawej stronie komory. Jest to błotnisty, nieco kręty i niski korytarzyk powstały na międzyławicowej szczelinie. Jest na nim zacisk, ale można go po prawej stronie obejść przełazem. Dalsza część korytarza doprowadza do salki o długości 2,5 m, szerokości 1 m i wysokości 1 m. Na północ odchodzą z niej niedostępne szczeliny, zaś korytarz zwęża się i staje się niemożliwy do przejścia. Ze szczeliny na jego dnie wydobywa się powietrze.
Jaskinia wytworzyła się w uławiconych wapieniach i dolomitach powstałych w jurze późnej. Powstała na krzyżujących się szczelinach ciosowych wskutek przepływu wód. Jej szata naciekowa jest dość obfita i niezniszczona. W trudno dostępnych miejscach zachowały się zbudowane z drobnokrystalicznego kalcytu stalaktyty o długości kilkunastu centymetrów, stalagnaty oraz naciekowe polewy i żebra. Mają barwę białą, brunatną lub są przezroczyste. Nadal przyrastają. W korytarzu biegnącym w stronę Jaskini Twardowskiego są przezroczyste, zbudowane z kalcytu grzybki naciekowe na ścianach, oraz na głazach miejscami leżących na dnie korytarzyka.
Na dnie salki oraz korytarzyków znajdują się pojedyncze bloki wapienne, buły krzemienia, dużo ostrokrawędzistego gruzu, a miejscami rdzawa glina i piasek. W zależności od pogody na zewnątrz jaskinia jest sucha lub mokra. Ma dynamiczny klimat. Zimą z jej otworu wydobywa się ciepłe powietrze, a podczas dużego mrozu tworzą się kłęby pary. Światło dociera tylko w rejon korytarzyka za otworem wejściowym.
Jaskinia Niska prawdopodobnie łączy się szczelinami z pobliską Jaskinią Twardowskiego.

## Historia eksploracji i dokumentacji
Po raz pierwszy podstawowe dane o jaskini i jej plan podał M. Czepiel w 1976 roku. Badania grotołazów rozszerzyły wiedzę o jaskini. W 1990 r. A. Górny i Cz. Łukasiewicz odkryli korytarz za trzecim zaciskiem. W 1977 r. T. Wajzyk odkrył wejście do korytarza biegnącego w stronę Jaskini Twardowskiego. W październiku 2000 r. odkopano drugi otwór jaskini. W 2004 r. przekopano zawalony gruzem korytarz pod kominkiem i N. Sznober przeszedł między obydwoma otworami. Później jednak otwór drugi został zawalony wapiennym gruzem.
Dokumentację jaskini opracowali A. Górny i B. Słobodzian w 1999 r., plan sporządził B. Słobodzian w 2000 r..

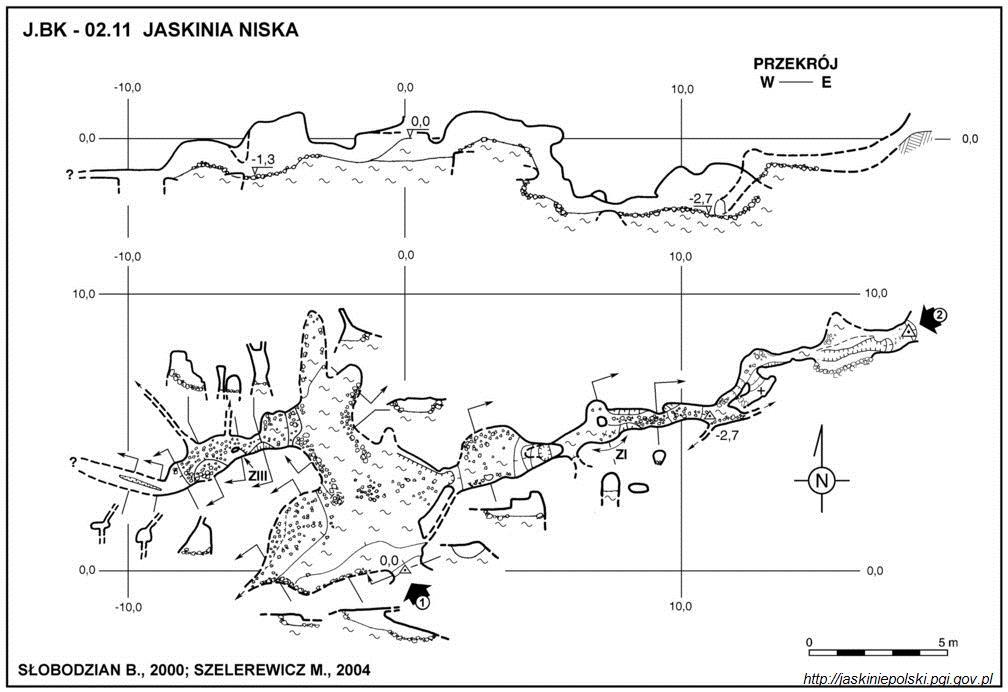
plan